# Троицкий сельсовет (Тюльганский район)
Троицкий сельсовет — сельское поселение в Тюльганском районе Оренбургской области Российской Федерации.
Административный центр — село Троицкое.

## История
Статус и границы сельского поселения установлены Законом Оренбургской области от 2 сентября 2004 года № 1424/211-III-ОЗ «О наделении муниципальных образований Оренбургской области статусом муниципального района, городского округа, городского поселения, установлении и изменении границ муниципальных образований».

## Население
| 2010  | 2012  | 2013  | 2014  | 2015  | 2016  | 2017  |
| ----- | ----- | ----- | ----- | ----- | ----- | ----- |
| 1279  | ↘1278 | ↘1264 | ↘1259 | ↘1221 | ↘1179 | ↘1153 |
| 2018  | 2019  | 2020  | 2021  |       |       |       |
| ↘1152 | ↘1113 | ↘1079 | ↘1047 |       |       |       |

## Состав сельского поселения
| № | Населённый пункт | Тип населённого пункта       | Население |
| - | ---------------- | ---------------------------- | --------- |
| 1 | Андреевский      | хутор                        | 19        |
| 2 | Междуречье       | село                         | 67        |
| 3 | Николаевка       | село                         | 97        |
| 4 | Троицкое         | село, административный центр | ↘1096     |